# Journalistenschule
Eine Journalistenschule ist eine meist private Ausbildungsstätte zur Vorbereitung künftiger Journalisten auf die berufliche Praxis. Die Aufnahme erfolgt über schuleigene Tests. Einige Einrichtungen erheben Studiengebühren, andere zahlen dagegen eine Beihilfe an ihre Studenten. Im deutschsprachigen Bereich können derartige Angebote auch Journalismuskolleg oder Journalismusschule heißen.
Neben den „klassischen“ offenen Journalistenschulen (Berliner Journalisten-Schule, Deutsche Journalistenschule München, Evangelische Journalistenschule Berlin, Henri-Nannen-Schule Hamburg, Kölner Journalistenschule, Zeitenspiegel-Reportageschule Reutlingen) gibt es zahlreiche private Institute und Bildungseinrichtungen, die zukünftige Redakteure für Presse, Rundfunk und Online-Medien ausbilden, einige davon in Trägerschaft eines Verlags.
In Österreich etablierten sich mit der Österreichischen Medienakademie (vormals Kuratorium für Journalistenausbildung) und dem von dieser durchgeführten Journalismuskolleg ab 1987 erste standardisierte Programme, vorher war eine Ausbildung „on the job“ bzw. in sog. Lehrredaktionen die Regel. Das Journalismuskolleg gilt auch heute noch im Kollektivvertrag als Mindestanforderung für Redakteure im Printbereich. Zudem bieten kirchliche oder parteinahe Träger wie die Katholische Medien Akademie oder das ÖVP-nahe Friedrich-Funder-Institut Aus- und Fortbildungen an. Mittlerweile gibt es mehrere Journalismus-Studiengänge bzw. Bachelor-Studien, etwa an der FH Wien, FH Johanneum oder der Donau-Universität Krems. Insbesondere auf die (digitale) Weiterbildung von Journalisten sind das Fjum forum journalismus und medien und die Österreichische Medienakademie in Wien spezialisiert.
Das Universitätsstudium der Kommunikationswissenschaft oder Publizistik setzt den Schwerpunkt auf wissenschaftliche Untersuchung der Medien und umfasst in der Regel wenig praxisorientierte journalistische Ausbildung. Einige Hochschulen bieten ein stärker praxisorientiertes, aber ebenfalls wissenschaftliches Studium der Journalistik an, in das unterschiedlich lange Praxisphasen integriert sind (so z. B. das zwölfmonatige Volontärpraktikum des Dortmunder Instituts für Journalistik). Auch Fachhochschulen bieten teilweise praxisorientierte Studiengänge an.

## Hintergrund
Die Ausbildung in Journalismus ist in Deutschland nicht staatlich geregelt und daher unter anderem über Hochschulen, Privatschulen und Volontariate organisiert. Da die Pressefreiheit für jeden Bürger gilt, darf sich auch jeder Journalist nennen.
In der Schweiz wird das Bürgerrecht der Meinungsäußerungsfreiheit vom Berufstitel unterschieden. Für jeden, der eine öffentliche Schrift verfasst, gelten entsprechende Schutzbestimmungen der Verfassung. Vom Berufsbildungsgesetz ist der Titel Journalist nicht geschützt. Dennoch gibt es geschützte akademische Abschlüsse, etwa einen B. A. oder einen M. A. in Journalistik. In der Schweiz wird auch der Titel Journalist BR geführt. BR steht dabei für Berufsregister. In dieses können sich Journalisten, die mindestens seit zwei Jahren im Beruf tätig sind, von den Sozialpartnern eintragen lassen. In Österreich gilt das Journalismuskolleg als Mindeststandard für Print-Redakteure.

## Träger

### Medienunternehmen
Einige Schulen sind an einen Verlag angeschlossen, der sie finanziert und vor allem die verlagsinterne Ausbildung ergänzt oder ersetzt (z. B. Hubert Burda Media, Verlagsgruppe Georg von Holtzbrinck, Axel Springer AG, die Henri-Nannen-Schule von Gruner + Jahr). Auch große Rundfunkanstalten wie RTL oder der RBB haben sich Einrichtungen geschaffen, die an die Stelle des betrieblichen Volontariats getreten sind und so die Verlage und Sender von tariflicher Bezahlung des Nachwuchses entbinden. So zahlen beispielsweise die Axel-Springer-Schule oder die Henri-Nannen-Schule keine Volontärsgehälter mehr, sondern lediglich ein Schulgeld.

### Andere
Andere Träger sind etwa die evangelische Kirche (Evangelische Journalistenschule), die katholische Kirche (Institut zur Förderung publizistischen Nachwuchses (ifp)), die CDU-nahe Konrad-Adenauer-Stiftung (Journalistische Nachwuchsförderung (JONA)), die Journalistenakademie der Friedrich-Ebert-Stiftung oder in Form einer Kooperation die Gewerkschaft Deutsche Journalistinnen- und Journalisten-Union (dju) (Kooperation mit der Journalistenakademie Dr. Hooffacker, einer deren Träger eine Stiftung ist). Die Berliner Journalisten-Schule, die Deutsche Journalistenschule in München und die Kölner Journalistenschule werden jeweils von einem eigenen, gemeinnützigen Verein getragen.

## Ausbildungswege
Eine Erhebung im Jahr 2005 ergab, dass 13,7 Prozent der Journalisten als Berufseinstieg eine Journalistenschule besucht hatten. 62,4 Prozent haben alternativ oder zusätzlich (Mehrfachnennungen möglich) ein Volontariat absolviert, 13,5 Prozent haben Journalistik, weitere 17,1 Prozent Publizistik-, Kommunikations- oder Medienwissenschaft studiert. 13,8 Prozent haben eine sonstige Aus- oder Weiterbildung absolviert. Der Anteil derjenigen, die zum Einstieg in den Beruf eine Hospitanz/Praktikum absolviert haben, hat zwischen 1993 und 2005 drastisch zugenommen: von 31,8 auf 68,7 Prozent.

## Liste von Journalistenschulen
Es gibt mittlerweile eine Vielzahl von Journalistenschulen in Deutschland (in alphabetischer Reihenfolge):
- AMD Akademie Mode & Design Schule für Modejournalisten in Berlin, Hamburg, München und Düsseldorf
- Axel-Springer-Akademie
- BAF – Bayerische Akademie für Fernsehen und Digitale Medien e. V. (Unterföhring bei München)
- Berliner Journalisten-Schule
- Burda Journalistenschule
- Deutsche Journalisten Akademie Berlin (DJA)
- Deutsche Journalistenschule (DJS)
- ems Electronic Media School in Potsdam-Babelsberg
- Evangelische Journalistenschule Berlin (EJS)
- Freie Journalistenschule (FJS)
- Georg von Holtzbrinck-Schule für Wirtschaftsjournalisten
- Hamburg Media School (HMS)
- Henri-Nannen-Schule
- Katholische Journalistenschule ifp
- Journalistenakademie Dr. Hooffacker
- Journalisten-Zentrum Haus Busch (Hagen)
- ProContent. Essen (WAZ Gruppe)
- Kölner Journalistenschule für Politik und Wirtschaft
- RTL Journalistenschule für TV und Multimedia
- Zeitenspiegel-Reportageschule Reutlingen
- Journalismuskolleg der Österreichischen Medienakademie (Wien)

In der Schweiz gibt es das MAZ – Institut für Journalismus und Kommunikation (verlagsunabhängig) sowie die verlagseigene Journalistenschule von Ringier.
Eine in Österreich tätige Journalistenschule ist die Oberösterreichische Journalistenakademie.

## Kurzporträts einzelner Journalistenschulen
- Die dreijährige Ausbildung Modejournalismus/Medienkommunikation an der AMD Akademie Mode & Design beginnt jeweils zum Wintersemester im Oktober. Sie umfasst einen praktischen Teil (mit Kursen in Modejournalismus, Journalismus, Online-Journalismus, Visuelle Kommunikation, PR, Marketing, TV-Journalismus etc.) sowie einen theoretischen Teil (Textiltechnologie, Kulturgeschichte, Modetheorie, Modedesign, Modefotografie etc.), um im späteren Berufsleben ein professionelles, geschultes und fundiertes Urteil über Mode als Kulturphänomen fällen zu können.

- Die zweijährige Ausbildung zum Redakteur an der Axel-Springer-Akademie beginnt wahlweise zum 1. Januar oder zum 1. Juli. Sie umfasst eine klassische journalistische Ausbildung ebenso wie crossmediales Arbeiten und ein Training-on-the-job. Zu den Absolventen gehört der ehemalige Bild-Chefredakteur Kai Diekmann.

- Die Ausbildung an der verlagsunabhängigen Deutschen Journalistenschule (DJS) in München dauert 18 Monate. Es gibt zwei Ausbildungswege: Kompaktausbildung (18 Monate Praxis) oder Aufbaustudiengang (18 Monate Praxis und parallel drei Semester Aufbaustudiengang Journalistik an der LMU München). Die Schule zahlt keine Ausbildungsvergütung und verlangt kein Schulgeld. Träger sind 49 Einrichtungen, u. a. Die Zeit.

- Die Henri-Nannen-Schule in Hamburg gilt ebenfalls als eine der angesehensten Adressen für die Ausbildung von Journalisten. Viele namhafte Journalisten durchliefen die vom Verlag Gruner + Jahr sowie der Wochenzeitung Die Zeit getragene Schule. Mehr als 80 Prozent der Absolventen haben vor ihrer Aufnahme ein Hochschulstudium abgeschlossen. Die Ausbildungsvergütung beträgt im Moment knapp 800 Euro monatlich.

- Die Georg von Holtzbrinck-Schule für Wirtschaftsjournalisten gehört zur Verlagsgruppe Handelsblatt, bildet jedoch in 18 Monaten auch darüber hinaus aus. Die Volontäre durchlaufen verschiedene Stationen unter anderem bei karriere, Wirtschaftswoche und Handelsblatt. Die Vergütung richtet sich nach dem Tarifvertrag für Volontäre (ca. 1600 Euro im ersten, ca. 1900 Euro im zweiten Jahr). Pro Lehrgang werden 5 Volontäre zum 1.1. und weitere 5 Volontäre zum 1.7. eingestellt. Das Auswahlverfahren ist mehrstufig und endet mit einem Assessmentcenter-Test.

- Das Institut zur Förderung publizistischen Nachwuchses bildet seit 1968 Journalisten aus. Im crossmedial ausgerichteten Programm der katholischen Journalistenschule finden sich zweijährige Redaktionsvolontariate, eine studienbegleitende Journalistenausbildung und Fortbildungsangebote für Journalisten. Namhafte Referenten sowie ein mehrstufiges Auswahlverfahren sichern die Qualität der Ausbildung.

- Die Ausbildung an der verlagsunabhängigen Evangelischen Journalistenschule (EJS) in Berlin dauert 18 Monate. Das Konzept ist klassisch: Lehrredaktionen Print, Online, Radio, Fernsehen und vier Praktika, eines davon beim epd oder einem anderen Organ der evangelischen Publizistik. Alle zwei Jahre werden 16 Plätze ausgeschrieben. Aufnahme nur nach Studium und/oder abgeschlossener Berufsausbildung. Altersgrenzen: zwischen 25 und 35 Jahren. Die Schule zahlt keine Ausbildungsvergütung und verlangt kein Schulgeld. Viele Schüler werden durch Stipendien renommierter Stiftungen gefördert.

- Die Kölner Journalistenschule (KS) bildet Print-Journalisten mit dem Schwerpunkt Politik und Wirtschaft aus. Die Ausbildung dauert vier Jahre, parallel dazu ist ein Studium der Volkswirtschaftslehre sozialwissenschaftlicher Richtung an der Universität zu Köln vorgesehen. Träger der Schule ist ein unabhängiger, gemeinnütziger Verein, der sich unter anderem über Schulgebühren finanziert.

- Die RTL-Journalistenschule in Köln bildet in 24 Monaten Fernsehjournalisten aus. Die Schule gehört zum RTL-Konzern und nimmt alle zwei Jahre 30 Schüler auf. Der Aufnahmeprozess besteht in der ersten Stufe aus einer Reportage und in der zweiten Stufe aus einem mehrtägigen Auswahlverfahren.

- Die ems Electronic Media School bildet innerhalb von 20 Monaten Nachwuchsjournalisten für die Arbeit in den elektronischen Medien Hörfunk, Fernsehen, Online und Social Media aus. Die Ausbildung erfolgt je zur Hälfte in der Schule und in ausgewählten Redaktionen. Träger der ems sind der Rundfunk Berlin-Brandenburg (RBB), die Medienanstalt Berlin-Brandenburg (MABB) und das Technik-Unternehmen Media Consult International (MCI). Eine Ausbildungsvergütung wird gezahlt.

- An der unabhängigen Journalistenakademie in München werden maximal 15 Journalisten je Klasse zu Online-Journalisten ausgebildet. Die Ausbildung ist kostenlos, sofern die Bewerber die individuellen Voraussetzungen für den Bildungsgutschein erfüllen. Gemeinsam mit der dju wird der Weiterbildungsschein angeboten.

- Die Reportageschule hat ihren Sitz in Reutlingen und bildet in 12 Monaten Nachwuchsjournalisten zu Reportern aus. Zur Ausbildung gehören auch ein Rechercheaufenthalt im Ausland mit anschließender Produktion eines Online-Magazins und das Reportagemagazin „Go“.

- In der Schweiz gibt es seit 1984 das MAZ – Die Schweizer Journalistenschule, seinerzeit in Luzern als verlagsunabhängiges Medien-Ausbildungs-Zentrum gegründet (der Name wird so nicht mehr verwendet). Das Medienhaus Ringier führt seit 1974 eine eigene Ausbildungsstätte, die „Jouschu“.

- In Österreich bietet die Österreichische Medienakademie, eine gemeinsame Einrichtung der österreichischen Medien und der Journalistengewerkschaft zur Aus- und Weiterbildung der Journalisten, das Journalismuskolleg an. Das Kolleg wird im Kollektivvertrag für Printmedien als Mindestanforderung an Redakteure bezeichnet. Von der Katholischen Kirche betrieben wird die Katholische Medien-Akademie mit Sitz in Wien.[2]

## Studienstiftungen
Die parteinahen Stiftungen bieten jeweils unterschiedlich gelagerte Förderprogramme für junge Journalisten an.
- Die Friedrich-Ebert-Stiftung bietet „journalistisch vorgebildeten und interessierten Stipendiaten“[7] an, die Angebote der JournalistenAkademie der FES zu vergünstigten Konditionen zu nutzen. Pro Veranstaltung werden zwei Plätze für Stipendiaten zum halben Teilnahmepreis angeboten, für die sich Interessierte bewerben können.[7]
- Die Heinrich-Böll-Stiftung fördert im Rahmen des Programms Junge Migrantinnen und Migranten in den Journalismus Stipendiaten mit Migrationshintergrund durch ein „studienbegleitendes Qualifizierungsprogramm im Modulsystem“.[8]
- Die Konrad-Adenauer-Stiftung fördert in der Journalistischen Nachwuchsförderung Stipendiaten durch ein umfassendes, studienbegleitendes Ausbildungsprogramm. Die Ausbildung soll einen volontariatsäquivalenten Abschluss bieten.[9]

## Fernlehrgänge
Nach Ansicht von Walther von La Roche können Fern- und Online-Lehrgänge eine journalistische Ausbildung und vor allem das Lernen durch Mitarbeit nicht ersetzen, sondern lediglich ergänzen. Fernlehrgänge für Journalisten bieten in Deutschland an:
- die Freie Journalistenschule (FJS) (ehemals Deutsche Fachjournalisten-Schule). Der kostenpflichtige Fernlehrgang dauert in der Regel 12 Monate. Teilnehmer können neben drei obligatorischen Kernmodulen neun weitere Wahlpflichtmodule aus einem Angebot von 49 Modulen aus den Schwerpunktthemen Journalismus, Medien, Öffentlichkeitsarbeit und Autor werden auswählen. Hinzu kommen vier einzureichende Praxisarbeiten sowie eine Abschlussarbeit in Form eines Berichts, einer Reportage oder einer wissenschaftlichen Ausarbeitung. Ferner besteht die Möglichkeit, an den nicht verpflichtenden Frühjahres- und Herbstworkshops sowie an regelmäßig organisierten Redaktionsbesuchen teilzunehmen.
- die Studiengemeinschaft Darmstadt. Der kostenpflichtige Fernlehrgang dauert ebenfalls 12 Monate. Die Gesellschaft ist eine Tochter der Klett Gruppe.
- das ILS. Der kostenpflichtige Fernlehrgang dauert ebenfalls 12 Monate und ist mit dem Angebot der Studiengemeinschaft Darmstadt identisch. Das ILS ist eine Tochtergesellschaft der Klett Gruppe.

Einen anderen Ansatz, nämlich journalistisches Wissen an alle zu vermitteln, verfolgt die von Cordt Schnibben und David Schraven gegründete Reporterfabrik. Sie arbeitet ebenfalls als reine Fernschule.